# Polynesisches Dreieck

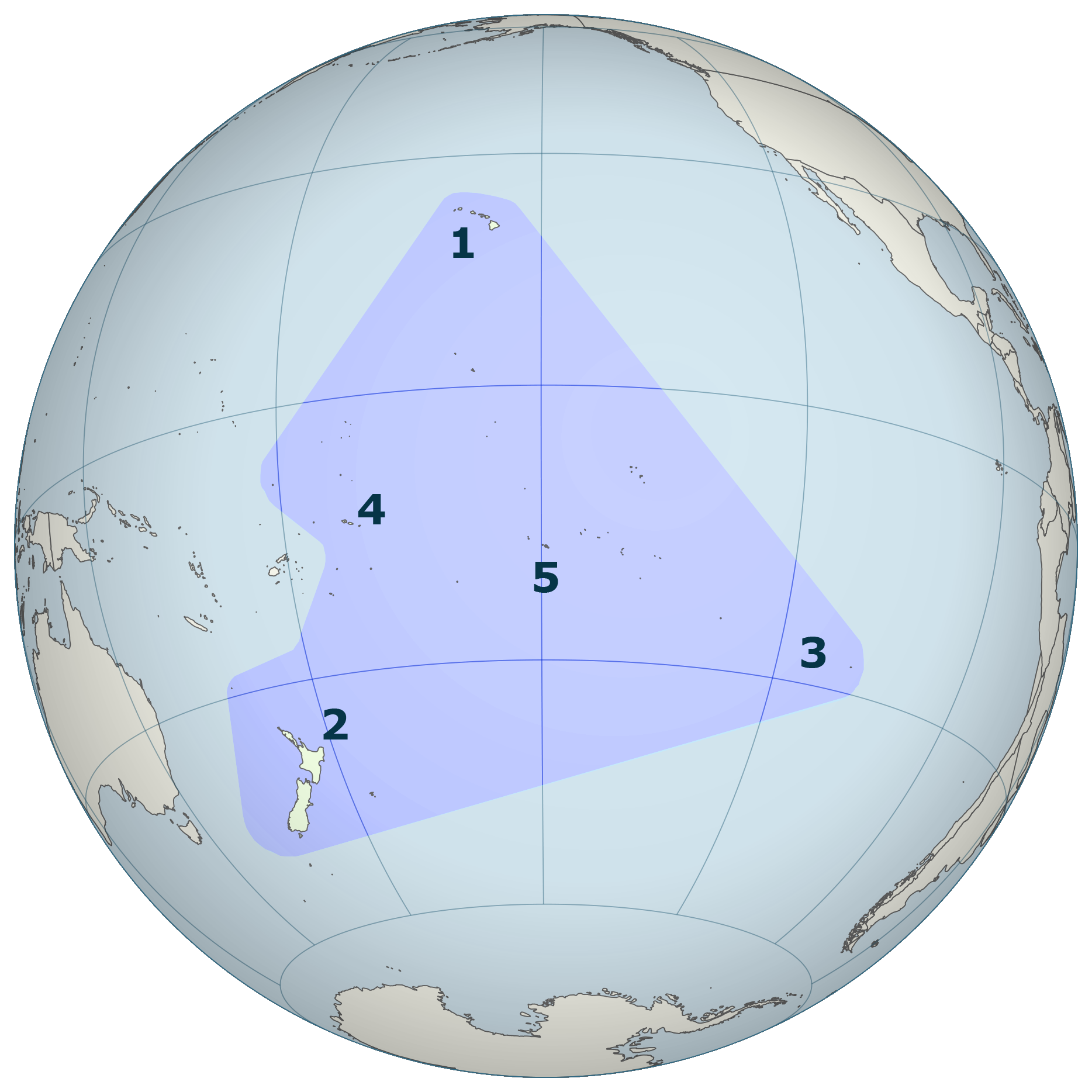
Das Polynesische Dreieck mit seinen Eckpunkten Hawaii (1), Neuseeland / Aotearoa (2) und der Osterinsel (3) sowie Samoa (4) und Tahiti / Französisch-Polynesien (5)

Das polynesische Dreieck beschreibt ungefähr die Ausdehnung Polynesiens im Pazifischen Ozean und ist ein Teil Ozeaniens. Die Eckpunkte werden von den Hawaii-Inseln, Neuseeland (Aotearoa) und der Osterinsel (Rapa Nui) gebildet.